# Rivadavia megye (Mendoza)
Rivadavia egy megye Argentína nyugati részén, Mendoza tartományban. Székhelye Rivadavia.

## Népesség
A megye népessége a közelmúltban a következőképpen változott:
| Év   | Lakosság |
| ---- | -------- |
| 2001 | 52 395   |
| 2010 | 56 373   |